# Mateo 23

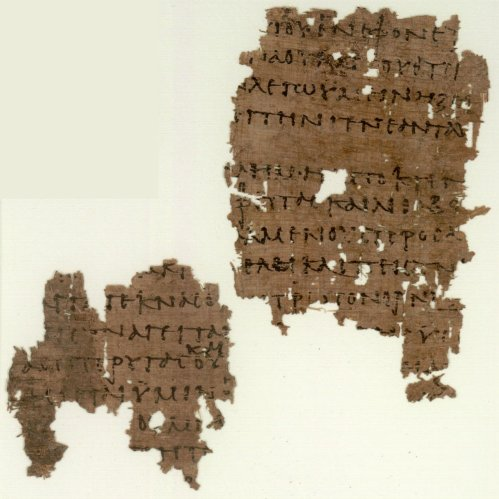
Evangelio de Mateo 23:30-34 en Papiro 77, de c. AD. 200.

Mateo 23 es el vigésimo tercer capítulo del Evangelio de Mateo de la sección del Nuevo Testamento de la Biblia cristiana, y consiste casi enteramente en las acusaciones de Jesús contra los fariseos. El capítulo también es conocido como los Críticas a los fariseos o los "Siete Ayes". En este capítulo, Jesús acusa a los fariseos de hipocresía. Algunos escritores lo tratan como parte de los discurso final del evangelio de Mateo.

## Texto
El texto original fue escrito en griego koiné. Este capítulo está dividido en 39 versículos.

### Testigos textuales
Algunos manuscritos tempranos que contienen el texto de este capítulo son:
- Papiro 77 (~200 d. C.; existente: versículos 30-39)
- Codex Vaticanus (325-350)
- Codex Sinaiticus (330-360)
- Codex Bezae (c. 400)
- Codex Washingtonianus (c. 400)
- Codex Ephraemi Rescriptus (c. 450)
- Codex Purpureus Rossanensis (siglo VI)
- Codex Sinopensis (siglo VI; se conservan los versículos 1-35)
- Papiro 83 (siglo VI; se conservan los versículos 39)

## Advertencia contra escribas y fariseos (23:1-12)
Mateo presenta un ataque concertado contra las autoridades religiosas judías en este punto de su relato evangélico; hay una advertencia más breve sobre los escribas en NKJV, y Luke ha, según el teólogo protestante Heinrich August Wilhelm Meyer, "insertado en Lucas 11 porciones de este discurso en un orden diferente del original".  Los propios fariseos han sido silenciados en Mateo 22. Según Richard Thomas France, esta sección muestra a Jesús como un gran polemista respecto a los valores del reino de los cielos en contraposición al enfoque superficial de la religión. Meyer opina que el relato de Mateo se acerca más a la directiva real de Jesús, "aunque mucho de lo que se habló en otras ocasiones puede quizá mezclarse con ella"; Heinrich Ewald, en cambio, opina que el discurso se compone de pasajes probablemente originales, aunque pronunciados en ocasiones muy distintas.

### Versículo 2
"Los escribas y los fariseos se sientan en la cátedra de Moisés."
Dale Allison afirma que "'la silla de Moisés' es ambigua. Puede referirse a una silla literal para las autoridades de la sinagoga o ser una metáfora para la autoridad docente (cf. la 'silla' del profesor)." Así, la Versión del Nuevo Siglo presenta este versículo como:
Los maestros de la ley y los fariseos tienen autoridad para deciros lo que dice la ley de Moisés.
Allison observa que "sólo aquí (en el evangelio de Mateo) se presenta a los líderes judíos bajo una luz positiva: se les debe obedecer". Moisés "se sentó para juzgar al pueblo" en Exodus 18:13, aunque Meyer desaconseja la sugerencia de que la "cátedra de Moisés" se refiera a este pasaje.>.
Meyer también sugiere que la palabra ἐκάθισαν (ekathisan, "se han sentado") debe leerse como "se han sentado", significando que han "asumido para sí los deberes de este oficio".

### Versículo 5
Pero todas sus obras las hacen para ser vistos por los hombres. Ensanchan sus filacterias y agrandan los bordes de sus vestidos.
Arthur Carr señala que "Jesús no prohíbe la práctica de llevar filacterias, sino el agrandamiento ostentoso de las mismas". También observa que "muchos piensan que nuestro Salvador mismo llevaba filacterias". Su uso se prescribe en Éxodo13:9 y Deuteronomio6:8.

### Comentario general
En muchos lugares del Nuevo Testamento, y este es uno de ellos no debe verse una condena general de todos los escribas y fariseos. Tanto es así que al final del discurso el Señor habla de escribas que sufrirán las mismas penas que Él, y en otro lugar da por cierto la existencia de escribas cristianos que enseñarán los misterios del Reino de los Cielos a los discípulos. Sin embargo, en su generalidad, estamos ante una dura acusación a los escribas y fariseos que en su forma de proceder se guiaban más por las apariencias exteriores que por llevar una vida de acuerdo con la verdad. 
El discurso tiene dos partes: la primera está dirigida al pueblo y a sus discípulos; la segunda —los célebres «ayes»—, a aquellos escribas y fariseos. En ambas se ve un motivo común: Cristo no pretende abolir la doctrina de la Ley enseñada por escribas y fariseos, sino purificarla y llevarla a plenitud. En el comienzo, se pone en contraste la conducta de escribas y fariseos con la que debe ser la de los maestros en servir y humillarse. Cuando Jesús dice a sus discípulos que no acepten los títulos de doctores, rabbi y otros por el estilo , está indicando que en el cristianismo el servicio es un honor.«Somos rectores y somos también siervos: presidimos, pero si servimos»

## Denuncia a escribas y fariseos (23:13-36)
Mientras que la perícopa anterior se dirigía a la multitud y a los discípulos, esta parte se dirige a los escribas y fariseos, en forma de 'siete ayes', un poderoso clímax para repudiar su liderazgo.

### Versículo 13
Pero ¡ay de vosotros, escribas y fariseos, hipócritas! Porque cerráis el reino de los cielos en las narices de la gente. Porque ni entráis vosotros, ni dejáis entrar a los que quieren entrar.
Algunos manuscritos añaden aquí (o después del versículo 12) el versículo 14: ¡Ay de vosotros, escribas y fariseos, hipócritas! Porque devoráis las casas de las viudas y por un pretexto hacéis largas oraciones; por eso recibiréis la mayor condenación.
La frase "entrad en el reino de los cielos" aparece otras tres veces en el Evangelio, en Mateo 5:20, 7:21 y 18:3.

### Versículo 36
De cierto os digo que todas estas cosas vendrán sobre esta generación.
"Estas cosas" en los textos griegos son ταῦτα πάντα (tauta panta) en el Textus Receptus y el texto crítico Westcott-Hort, pero Meyer señala que la lectura invertida, πάντα ταῦτα (panta tauta), también está "bien atestiguada".

### Comentario
El discurso de los «ayes» (vv. 13-32) explica con pormenores las desdichadas consecuencias y las contradicciones que se han derivado de un cumplimiento meramente externo de la Ley. Dos calificativos se repiten a lo largo de estas palabras a modo de estribillo: «hipócritas» (vv. 13.15.23.25.27.29) y «ciegos» (vv. 16.24.26). Hipócrita, de por sí, significa ser actor (cfr 6,1-18); pero quien continuamente se comporta como actor corre el riesgo de convertirse en un farsante, pues la preocupación por aparentar va unida a una despreocupación por lo que uno realmente es. Con un juego de palabras lo expresa Jesús con la imagen del mosquito y el camello: se preocupan de evitar la menor impureza —el mosquito, qamla, en arameo, es un animal impuro—, y cometen pecados mayores: el camello, gamla en arameo, animal enorme y declarado expresamente impuro. El Señor les muestra el camino para no equivocarse: imitar a Dios en las actitudes que manifiesta hacia su pueblo: justicia, misericordia y fidelidad: 

Esta superioridad de nuestra virtud ha de consistir en que la misericordia triunfe sobre el juicio. Y, en verdad, lo más justo y adecuado es que la criatura, hecha a imagen y semejanza de Dios, imite a su Creador. (…) La virtud cristiana puede superar a la de los escribas y fariseos no por la supresión de la Ley, sino por no entenderla en un sentido material (…). Muchas veces se exhibe una apariencia de virtud y se ambiciona una fama engañosa, sin ningún interés por la rectitud interior; así, lo que no es más que maldad escondida se complace en la falsa apreciación de los hombres. El que ama a Dios se contenta con agradarlo, porque el mayor premio que podemos desear es el mismo amor; el amor, en efecto, viene de Dios, de tal manera que Dios mismo es el amor. El alma piadosa e íntegra busca en ello su plenitud y no desea otro deleite..

## El destino de Jerusalén (23:37-39)
Esta última parte actúa como la conclusión inevitable de la hipocresía de los líderes ante la culpa total de Israel en su rechazo del mensajero de Dios: Jerusalén ha rechazado la llamada del último y más grande mensajero de Dios y recibirá juicio por ello.

### Versículo 39
Porque os digo que no me veréis más hasta que digáis:
Citando el Salmo 118:26, haciéndose eco de 21 :19.